# Una mujer desnuda arregla su cabello frente a un espejo
Una mujer desnuda arregla su cabello frente a un espejo (en danés: En nøgen kvinde sætter sit hår foran et spejl), conocida también simplemente como Desnudo del espejo, es una pintura al óleo realizada en 1841 por el pintor del siglo de oro danés Christoffer Wilhelm Eckersberg. La pintura se encuentra en la Colección Hirschsprung en Copenhague. La obra es relativamente pequeña, pero está considerada como una de las obras maestras de la Edad de Oro danesa. Otros nombres por los que se conoce esta obra son Mujer frente a un espejo (Kvinde foran et spejl) y el antiguo Una mujer desnuda de espaldas arregla su cabello frente a un espejo (En nøgen fra ryggen set kvinde sætter sit hår foran et spejl).

## Descripción
La pintura muestra a una mujer de espaldas, con el torso al descubierto frente a un espejo ovalado, que refleja su rostro y la parte superior de su pecho. Su mano izquierda se apoya en un tocador verde en la esquina de la izquierda del cuadro. En la obra también se puede ver una pequeña caja con una tapa abierta. Con la mano derecha levantada y tocándose el pelo castaño que está estrechamente peinado en un moño con raya en medio. Su lóbulo de la oreja izquierda de color rojizo tiene un pendiente de oro que reluce, el derecho también se ve, aunque no se refleja en el espejo, y el peinado también es diferente en el espejo, ya que el pelo cubre las orejas de la mujer.
La parte inferior del cuerpo de la mujer se cubre con una tela blanca, por debajo de sus caderas. Su pierna derecha parece estar ligeramente inclinada hacia arriba en contrapposto.
La modelo está situada a la izquierda con relación a la línea central de la pintura, mientras que el espejo se encuentra en la derecha de la imagen. El espejo oval con marco de madera devuelve la cara de la mujer prácticamente en su centro. El tamaño dado al espejo hace que solo la parte superior del pecho se insinúe en la imagen, además la postura con el brazo levantado derecho cubre en parte el reflejo del espejo e incluso la cara de la mujer solo se ve a medias; en el reflejo se aprecia que la vista de la mujer no es frontal pues tiene dirigida su vista hacia abajo, con lo que no hay contacto visual con el espectador de la pintura.

## Europeana 280
En abril de 2016, la pintura Desnudo del espejo fue seleccionada como una de las diez obras artísticas más importantes de Dinamarca por el proyecto Europeana.